# U.S. Route 231
La U.S. Route 231 (US 231) est une US Route sud-nord auxiliaire et parallèle à la US 31. Elle parcourt 912 miles (1 468 km) depuis Panama City, Floride jusqu'à Saint John, Indiana. Un de ses points uniques est le Pont William H. Natcher, un pont suspendu de 0,85 miles (1,37 km) reliant Owensboro, Kentucky à Rockport, Indiana en traversant la rivière Ohio.

## Description du tracé

### Floride
Le terminus sud de la route se trouve au centre-ville de Panama City à l'intersection avec 6th Street. La route traverse le centre-ville sur Harrison Avenue et se dirige vers le nord. Elle passe par Youngstown, Fountain, Alford, Cottondale et Campbellton avant d'atteindre la frontière de l'Alabama.

### Alabama
En Alabama, la US 231 est une route alternative à l'I-65, la route sud-nord principale de l'état. Après être entrée dans l'état, la route atteint Dothan, qu'elle contourne et continue son trajet vers le nord-ouest. Elle passe par Ozark, Brundidge, Troy et atteint Montgomery. Elle contourne la ville par l'est et continue son tracé vers le nord. Elle passe alors par Wetumpka, Rockford, Sylacauga, Harpersville, Pell City et Ashville avant de bifurquer vers le nord-ouest. Elle atteint Oneonta et Cleveland où elle reprend une orientation vers le nord. Elle passe ensuite par Blountsville et Arab avant d'arriver à Huntsville. Juste avant de traverser son centre-ville, elle rejoint la US 431 pour former un multiplex qui se rend jusqu'à la frontière du Tennessee, plus au nord. Elle traverse Meridianville et Hazel Green avant d'atteindre la frontière.

### Tennessee
La US 231 entre au Tennessee en multiplex avec la US 431 au sud de Fayetteville. Dans cette ville, le multiplex prend fin et la US 231 continue vers le nord-est. Elle passe par Shelbyville, Murfreesboro et Lebanon. Au sud de Westmoreland, elle rejoint la US 31E pour former un multiplex qui mènera les routes à la frontière du Kentucky au nord de Westmoreland. La route parcourt environ 121 miles (195 km) depuis la frontière de l'Alabama à celle du Tennessee.

### Kentucky
La US 231 entre dans l'état au sud de Scottsville, en multiplex avec la US 31E. Ce multiplex prend fin dans la ville et la US 231 continue son trajet vers le nord-ouest. Elle atteint Bowling Green et traverse la ville. Elle longe ensuite l'I-165 jusqu'à Owensboro en passant par Morgantown, Beaver Dam et Masonville. À Owensboro, la US 231 rejoint la US 60 en multiplex autour de l'est de la ville. Le multiplex dure jusqu'à Maceo alors que la US 231 bifurque vers le nord en direction de la rivière Ohio. En traversant cette rivière, elle quitte le Kentucky pour entrer en Indiana.

### Indiana
En Indiana, US 231 a pour particularité d'être la plus longue route continue de l'état. Elle parcourt environ 297 miles (478 km) dans l'état. La US 231 passe par les villes de Dale, Huntingburg, Jasper et Loogootee avant d'atteindre Bloomfield. Elle passe ensuite par Spencer, Cloverdale, Crawfordsville, Lafayette, Remington et Hebron avant d'atteindre Saint John, où elle trouve son terminus nord à la jonction avec la US 41.

## Intersections majeures
Floride
6th Street / Harrison Avenue à Panama City
 US 98 à Panama City
 I-10 près de Cottondale
 US 90 à Cottondale
Alabama
 US 431 à Dothan
 US 84 à Dothan. Les routes forment un multiplex dans la ville.
 US 29 à Troy
 US 82 près de Pike Road. Les routes forment un multiplex jusqu'à Montgomery.
 US 80 à Montgomery. Les routes forment un multiplex dans la ville.
 I-85 à Montgomery
 US 280 à Sylacauga. Les routes forment un multiplex jusqu'à Harpersville.
 US 78 à Pell City
 I-20 à Pell City
 US 411 à Ashville. Les routes forment un multiplex dans la ville.
 I-59 à Ashville
 US 11 à Ashville
 US 278 près de Summit
 US 431 à Huntsville. Les routes forment un multiplex jusqu'à Fayetteville, Tennessee.
 I-565 à Huntsville
 US 72 à Huntsville. Les routes forment un multiplex dans la ville.
Tennessee
 US 64 à Fayetteville. Les routes forment un multiplex dans la ville.
 I-24 à Murfreesboro
 US 41 / US 70S à Murfreesboro. Les routes forment un multiplex dans la ville.
 I-40 à Lebanon
 US 70 à Lebanon
 US 31E près de Bransford. Les routes forment un multiplex jusqu'à Scottsville, Kentucky.
Kentucky
 I-65 à Bowling Green
 US 31W à Bowling Green
 US 68 à Bowling Green. Les routes forment un multiplex dans la ville.
 I-165 à Bowling Green
 I-165 à Morgantown
 I-165 près de Morgantown
 US 62 à Beaver Dam. Les routes forment un multiplex dans la ville.
 US 60 à Owensboro. Les routes forment un multiplex jusqu'à Maceo.
 I-165 à Owensboro
Indiana
 I-64 à Dale
 US 50 / US 150 à Loogootee. Les routes forment un multiplex dans la ville.
 I-69 près de Scotland
 I-70 à Cloverdale
 US 40 près de Cloverdale
 US 36 près de Morton
 US 136 à Crawfordsville
 I-74 à Crawfordsville
 US 52 près de West Lafayette. Les routes forment un multiplex jusqu'à Montmorenci.
 I-65 près de Wolcott
 US 24 à Wolcott. Les routes forment un multiplex jusqu'à Remington.
 I-65 près de Remington
 I-65 près de Remington
 I-65 à Crown Point
 US 41 à Saint John